# 魔女っ子メグちゃん
『魔女っ子メグちゃん』（まじょっこメグちゃん）は、1974年4月1日から1975年9月29日まで、NETテレビ（現・テレビ朝日）系列毎週月曜 19:00 - 19:30 にて全72話が放送されたテレビアニメである。東映魔女っ子シリーズの1つ。

## 概要
本作の企画案は、前作『ミラクル少女リミットちゃん』と同じひろみプロが作成。これをもとに、魔法使いから発展した魔女の世界観を用いて、魔界の女王候補となるライバルとの駆け引きを描くことを軸とし、従来路線との差別化を図った。魔法少女作品において、主人公の魔法少女とほぼ同じ能力を使うライバルキャラクターが登場した最初の作品である。また、クールなライバルヒロインのノン、コメディーリリーフの調査官チョーサン、真の悪役として設定された闇の女王サターンは、後の魔法少女物のサブキャラクター像に大きな影響を与えている。
前川陽子の歌唱による、背伸び気味の少女期の気分や魅力を強調した七五調の主題歌も特徴のひとつで、オープニングに描かれた「チラ見え」のエロチシズムも相まって、メグの小悪魔的な魅力を高めるのに一役買った傑作といわれる。オープニングでも表れているように、本作のコンセプトは「『ハニー』より控えめで綺麗に可愛く小粋にいこう」である。西洋の街並みを思わせる無国籍な世界観、少女マンガやファッショングラビアを彷彿とさせる画面構成やデザインは、これを意識したスタッフの試みの表れである。
感情的かつお転婆でやんちゃなメグのキャラクターは従来の優等生的な魔法少女像を払拭し、これ以降の魔法少女物では、活発かつ活動的な性格付けの主人公が主流となる。さらにコメディーの要素も加味したことで、ドタバタのお笑い、露出度のやや高いサービスシーンも追加された。
それまでの魔法少女アニメの主人公よりも年齢が高めで思春期を迎えた年頃の少女像を伴ったメグの魅力と健康的なお色気を押し出した作風は、少年層に大きく訴求し、結果的に本作は少女のみならず少年の視聴者層からも人気を集めることとなった。
ともすればメグのあられもない描写に注目が行きがちな本作であるが、悩むより走り出す性格のメグを描くことは、やがて人間中心の物語展開を導くこととなった。
本作の終了後、『魔法使いサリー』から10年間放映された東映魔法少女アニメは、3年以上の休息期間を経て、次作『花の子ルンルン』の放映に至る。

## ストーリー
魔界の次期女王候補でライバル同士のメグとノン。魔界の女王にふさわしい資質を身に着ける修行のため、2人は人間界に送られ、それぞれ先輩魔女である神崎家と郷家の娘として暮らすこととなる。
始めはあくまで他人同士という意識だったために神崎家での暮らしになじめないメグであったが、紆余曲折を経て、神崎家の人々の優しさを知り、人間の温かさと家族の絆の大切さを知る。そして、時にライバルのノンとぶつかり合い、時に様々な騒動を巻き起こしながら、人間界での波乱万丈の日々を過ごしていく。
そして、ついに女王を決定する最終選考の日が訪れ、メグとノンは魔界に帰ることになった。人間と共に暮らすことに安らぎを覚え、試験を放棄して人間界に留まることを望んだメグは、先輩魔女のマミが神崎家の人々の記憶から自分の存在を消してしまったことにショックを受けつつ、自分の果たすべきことを受け入れて魔界に帰っていく。しかし、無意識の内にメグのことを思い出し、雨の中をメグを探しに出て病気になってしまった妹分のアポのためにメグは再び人間界に戻ろうとし、そんなメグを実力で女王の座を射止めたいノンが引き止めようとする。2人は壮絶な取っ組み合いを繰り広げた末に、女王から共に不合格を言い渡され、再び人間界で修行を積むよう命じられる。
こうして、人間界に戻ってきたメグは再び神崎家に迎え入れられ、楽しく日々を過ごしていくのだった。

## 登場人物
- 全話を通して、主要キャラクターを務める声優が、同じ一話の中で多数のキャラクターを演じている。

### 魔女（次期女王候補生）
神崎 メグ（かんざき メグ）
声 - 吉田理保子
本作の主人公。女王候補の一人。黙っていれば美少女だが、そんな暇はないほどめまぐるしく活動的な女の子。人間界では中学3年生として過ごしている。
ラビのいたずらなどで怒った時は「てめえ」「馬鹿野郎」「こんちくしょう」などと口が悪くなるなど、短気で直情的な性格ではあるが、心優しい一面もあり、先輩魔女マミの影響で人間界では魔法より大切なものを学び取っている。人間の少年と恋に落ちる事もあるが、いずれも成就せず終わっている。
呪文は「テクニク・テクニカ・シャランラー」。「シャランラー」と省略して唱えることもある。投げキッスの要領で、指先から魔法を放つ。オープニングの特徴的な歌詞としても使用されている。この力はハート形のペンダントヘッドに収められており、これがないと魔法力は極端に弱くなる。
赤毛で血色のいい肌、胸元には白いリボン・腰を赤いリボンで絞ったオレンジ色のミニフレアワンピース姿で、長い脚には赤いローヒールパンプスを履いている。劇中ではいたずら好きのラビやチョーサンらの格好の標的であり、スケスケのネグリジェ、下着姿、パンチラ、バスシーン、セミヌードなどを晒されていた。
最終回では「人間に情を持ち過ぎた」と言う理由で、女王から再び修行を命じられてしまうが、それにより、念願の人間界行きを叶え、再び神崎家の一員として人間界で暮らせることになった。
郷 ノン（ごう ノン）
声 - つかせのりこ
女王候補の一人。メグとは対照的なクールビューティーで、冷たい眼差し、青い髪に青白い肌の美少女。文武両道の秀才で魔法界の学校でもトップに立ち、オートバイも乗りこなす才女だが、魔女らしく人間を見下している。郷家の娘として迎え入れられ、メグと同じ中学3年生として過ごしている。一見クールだが情に厚い面もあり、ノンに、またはノン自身が心を開いたキャラクターも存在する他、「ライバルがいなくなったら困る」と言った名目でメグのことを助けることもある。人間を見下している割には、メグにも劣らず人間の少年に恋をすることも。しかし基本的に人間に対する理解は無く、時にはその傲慢さがトラブルを招く。
特に決まった呪文はなく、目の前で横向きにVサインをかざして魔法を指先より放つ。メグ同様、ダイヤ型のペンダントを持っており、必要に応じ魔法の矢じりや砲丸などに変形して使用できる。一方、魔法を使わない喧嘩は得意ではなく、最後のメグとの取っ組み合いでは奮闘したものの先に音を上げていた。
人間を見下すばかりで理解しようともしなかったため、最終回で「お前は人間を知らなさ過ぎる」と言う理由で、メグとともに女王から人間界での再度の修行を言い渡された。

### 神崎家
パパ、ラビ、アポは、マミやメグが魔女であることは知らず、マミの手で記憶を操作されたことでメグのことを家族として受け入れている。後に、メグが試験の最終選考のために魔界に帰ることになった際にもマミの手で記憶を操作され、メグの存在を記憶から抹消されたが、最終回での修行やり直しを受けて三度、記憶操作を行った。
神崎 マミ
声 - 山口奈々※一話分だけ代役あり
メグの先輩魔女であり、人間界のホームステイ先としてメグを受け入れ、母親代わりとして接する。パパとは大恋愛の末結婚し、幸せな家庭生活を営んでいる。ややふくよかな体型で、温厚そうな中年女性に見える。今でも現役で魔法を使える（人命を救うためにのみ使用し、それが奇跡だと周囲に思わせなければならない実力試験の実施通知「ブルーレター」を受け取って慌てるエピソードがある）。元魔界の住人でありながら人間への理解が深く、メグに人間の素晴らしさを教える。
かつてメグ同様女王候補として人間界で修業した経験を持ち、その時のライバルである魔女キーランと次期女王の座を争った関係だった。
パパ
声 - 大竹宏
人間界ではメグの父となる。展示会や講演会など各種催事を行なう「神崎プロモーション」の創業者兼社長。
少々慌て者でチョーサンの策略にあっさり振り回されたり災難に見舞われる事も多々あり、また本人も声を荒げて怒ることもしばしばだが、いざというときにはその身や立場すら顧みず家族を守ろうとするなど、勇敢な一面を持つ理想的な父親である。
神崎 ラビ
声 - 山本圭子
神崎家の長男。いたずら好きであり、特にメグには何かとちょっかいを出しては姉弟ゲンカが絶えない。メグの裸や下着を見たがるようなスケベ小僧だが、メグへのスカートめくりもコミュニケーションの一つになった感がある。根は家族思いの優しい男の子であり、時には涙を流すこともある。また素直さをチョーサンに利用されることもある。
神崎 アポ
声 - 千々松幸子
神崎家の末娘。おしゃまな幼稚園児。兄とはいたずらでタッグを組むこともあり、見た目より頑固な一面もある。不届きな振る舞いをした相手（主にラビ）にはハンマーやバットで殴りかかるほど勝気で、メグも出会って早々に顔面にバットを貰ってしまった。その一方で幼児故に、ちょっとした家庭内のいさかいにも敏感に反応し泣き出すことも。第52話でレギュラーとなったセントバーナード犬のゴンベエとは大の仲良し。

### 郷家
キーラン
声 - 千々松幸子
ノンの先輩魔女であり人間界でのママがわりを演じる。かつての女王候補であり、マミとはライバルだった。マミ同様、現在でも魔法は使える。激しい気性の持ち主で典型的な「教育ママ」的容姿をしており、語尾に「ざます」を付けるのが口癖。人間界で暮らしているが人間を見下しており、郷との結婚を「後悔している」と自身が愚痴るほどマミとは正反対の境遇を過ごしている。
自分の果たせなかった女王の夢をノンに託しており、ノンを女王にするために手段を選ばない面もある。
郷
声 - 山田俊司 / 緒方賢一
キーランの夫で、ノンの人間界でのパパとなる。職業は画家。ノンをモデルに絵を描くこともある。のんびりした性格のマイホームパパだが、気性の激しいキーランには頭が上がらない様子。

### 人間界の人物
ロコ
声 - 山本圭子※一部はつかせのりこが担当。
第2話より登場。メグの親友となる。トンボメガネを着用。どちらかというと三枚目のキャラクターでおおらかな女の子。第30話、エミの登場で出番交代となる。
ボス
声 - 大竹宏
クラスの番長で、同じく東映アニメである『マジンガーZ』の同名キャラのような短気な単細胞。当初はメグを敵視して嫌がらせをしたり、ノンの腰巾着のような扱いを受けたりと、名前に反して小物のように描かれる事が多かった。第20話では車いすの少女ミルのために、失敗続きだった自作の人力飛行機を飛ばして見せた。
エミ
声 - 田浦環
第30話より転校生として登場。一見、少女人形のような可憐さを持つ。幼い頃覚えた催眠術を、無意識に他人にかけていたため、催眠術をかけられた者からその者の意思とは関係なく殴られてしまうという、かわいそうないじめられっ子だった。神崎プロモーションが招いたオランダ合唱団の団長、ジョセフ牧師により催眠術は解かれ、普通の女の子に戻った。
大松先生
声 - 緒方賢一 / 山田俊司ほか
メグらのクラスである3-Aの担任。熱血教師だが犬嫌い。
ユウタ
声 - 菊池紘子
ラビの友達。おっとりとした性格で、紙飛行機を作るのが得意。第63話では七夕の夜に神崎家の屋根裏部屋を使わせてほしいと申し入れ、メグとマミを困惑させる。

### 魔界の者たち
魔女の国の女王
声 - 山口奈々※一話分だけ代役で吉田理保子が担当。
魔界を統べる女王。新しい女王を選ぶために、魔法学校の生徒から2名を選び、人間界に潜伏する先輩魔女のもとで修業を受けさせる。時には自らが、候補生に手を差し伸べることもある。本編ではメグとノンを選出して人間界に送るも、最終回で二人とも落とし、修行をやり直すように命じた。
チョーサン
声 - はせさん治
女王候補の振る舞いを監視し試験の採点の参考とするために女王に報告することを任務とする女王直属の調査官。肩書きは立派なものの、実際は非常にだらしなく、強い者に媚びる性格。真剣にその職務を全うする気などなく、人間びいきのメグには辛い点を与え、ノンこそ女王にふさわしいと彼女に肩入れしてメグを妨害し、あわよくばそのまま排除しようとするなど個人的な贔屓が甚だしい（ただし、場合によってはノンも攻撃の対象になる）。そればかりか、調査など二の次でただメグを陥れたり嫌がらせをするためだけの悪事を行う事も少なくなく、それで返り討ちに遭って逆恨みを募らせてはまた悪事を働くなど、ただの小悪党として描かれる事が多い。一方、アポが腹痛を起こした際にはすぐに救急車を呼ぶように訴え、大事ではないと分かると安心すると言った真っ当な一面もある。ツユスキーの特性を利用して街に被害を与えようとするなど悪知恵にも長けている。街はずれに建つ古城を彷彿とさせる時計塔を根城にしており、当初はメグにもノンにも気付かれず調査（とは名ばかりの妨害工作）を行なっていたが、第13話で彼女らに正体を知られる。
魔界を乗っ取ろうと企むサターンの登場で表向きは女王に従いつつも、性格ゆえにその裏では寝返っていた。しかしその裏切りは魔界に露見し、これまでも失態も併せて最終話では罰を受けることとなった。
フルフル
声 - 山口奈々※一話分だけ代役でつかせのりこが担当。
チョーサンの使い魔。人間の声色を真似る能力を持つ魔界のメス猫。模様はシャム猫風。意外と抜けている一面がある。
クロー
声 - 大竹宏
同じくチョーサンの使い魔。フルフルとコンビを組んで悪企みを手伝う。左目にグローバー型のアイパッチを付けたオスのカラス。フルフル同様、どこか抜けている。
パトラ
声 - 坪井章子
第11話に登場。魔界の司法長官。チョーサンの（メグを落とそうとする、虚偽も同然の）報告を受け、メグを試しに人間界へやってくる。当初は近所に住む大学病院の医師に扮してメグに接触していた。あくまで公正にメグの素行を見極めようとしており、汚い裏工作に出たチョーサンには制裁を加えている。メグがラビのために嵐の中で人力飛行機を飛ばそうとした際、彼女が連れ戻される事を覚悟の上で魔法を使うと、それを密かに支援。報告書を破り捨ててメグを不問にした（当人曰く「温かい心に負けたのではなく、あくまで修行のため」）。
サンダ
声 - 津田延代
第14話に登場。かつて魔界の女王との戦い敗れて森の奥深くへ隠れ住んでいる魔女。自身が住み着いている森へ入ってくる者を容赦なく魔法で攻撃する。
レオン
声 - 沢田和子
第17話に登場。メグの後輩魔女。退屈な魔界から抜け出して神崎家に転がり込むも、メグに変装してあちこちで悪戯を繰り返し、メグを困らせる。いざ魔界に帰るように言われると大泣きして嫌がり、魔界で辛い思いをした事を伺わせる。しかしそれは演技であり、単に暇潰しで出てきただけであった。最後は怒るメグを後目に神崎家を去るが、メグに会いたかったのは本当だったらしく、人知れず涙を流しながら魔界に帰って行った。第71話でのメグとサターンの最終決戦においてメグの助っ人として登場した。
チャック
声 - 野沢雅子
第21話に登場。公園でアイスクリームを売っている元魔女の老婆。メグをひと目見て魔女だと見抜き、魔界に帰る手助けを求めつつ神崎家に転がり込む。「メグとマミが魔女だと言いふらす」と脅して周りの迷惑も顧みず我が物顔で過ごし、神崎家の面々を辟易させるばかりかパパの車で暴走した挙句に廃車にするなど、正に暴走老人の振る舞いをしてはメグに反抗される。50年前は名の知れた魔女だったが、魔界に嫌気が差して人間界に降り立ち、人間の男性と結婚して人間界への永住を決めたものの夫を戦争で亡くし、幼い一人娘も戦後の混乱期に喪うという過去を持つ。人間界に絶望して魔界に帰りたがったが、その時点で既に人間界で20年も過ごしていたが故に魔力も帰る資格も失っていた。それからアイスクリーム屋をしながら魔女を探して世界中を回り、30年目にしてようやくメグと出会ったのだった。事情を知ったメグにマミの隠し部屋に案内され、そこでメグとマミの励ましを受け、魔力を取り戻して魔界に帰るべく努力する事を決意した。
サターン
声 - 野沢雅子
第27話から登場。自らを「闇女王」と呼ぶ凶悪な魔女で、現女王への復讐のため、メグやノンを亡き者にし次期女王になるべく、魔界の者を使うなどしてメグ達の抹殺を謀る。死神が持つような、大きな鎌を武器としている。
初登場の際はメグへの間接的な攻撃としてマミを狙い、温厚な女魔法使いを装ってメグに近づき、巨大なサソリの使い魔を操るがメグの魔法に敗れて以降もたびたびメグを付け狙う。
第71話での最終決戦でメグをあと一歩のところまで追い詰めるも、家族や仲間達の応援を受けて奮起したメグが起死回生で放った大魔法に逆転されて敗れ、消滅。
ジョーカー
声 - 緒方賢一 / 田の中勇
第32話に登場。もとは試験官の一人。メグに意地悪な試練を与えた。人に乗り移る能力を持つ。第71話ではサターンに利用されるも、メグに撃退される。
ローザ
声 - 沢田和子
第33話に登場。サターンの忠実な部下。サターンの命令を受け、メグやノンを倒そうと人間界へやってくるが、ノンの魔法に敗れ傷つき倒れてしまう。メグの熱心な看病に次第に心を開いてゆく。
ペニー
声 - 北川智恵
第34話に登場。マミの魔法大学にいた頃の同級生。ノンによればその厚顔無恥な性格については魔界でも広く知られているとのこと。ある日突然神崎家にやってきて魔女であることを気にすることなく振る舞い、さらには他の同級生であるセント、フラン、マルク、ルーブルを呼び出し、同窓会代わりと称して5人で我が物顔で神崎家に居座り続け、メグやマミを困らせた。第71話ではメグとサターンの最終決戦において窮地に陥ったメグの手助けに駆けつける。
トットとチッチ
声 - 千々松幸子
第37話に登場。悪戯が過ぎて魔界から追い出された双子の魔女。チョーサンに利用されメグを学校から追い出そうとする。
サムサ
声 - 菊池紘子（クレジットは菊地紘子）
第46話に登場。雪や北風を自由に操ることができる冬の魔女。町にやってきた春の妖精ルウの仕事を妨害したりして冬を長引かせたりするが、ルウの魔法により撃退される。第71話ではジョーカー同様サターンに利用されるが、マミの魔法により撃退される。
ルウ
声 - 杉山佳寿子
第46話に登場。春の妖精。冬の魔女サムサが町にずっといるため力が出せずに花の中に閉じこもっていたが、1度だけ使うことができる、大きな南風を呼ぶ大魔法でメグのピンチを救い、サムサを町から追い出した。
ユリ
声 - 野村道子
第56話に登場。人間界へ憧れ、魔界を脱走してきた花の妖精。転校生の「花村ユリ」としてメグの前に現れる。メグのパパの依頼でファッションモデルを務めた事によりメグと親友となるが、サターンに魔界を脱走してきた弱みを握られメグやノンを殺すよう命じられる。
ヤンヤン
子供用のカンフー着を着込んだ少女のような姿の魔女。メグがいなくなれば次期女王候補になれるとのチョーサンの言葉に騙されて、遠く離れた村に住むメグの友人・早苗からの誘いを受けて雪祭りが行われている村にやってきたメグに対し、恐竜やフランケンシュタインの怪物、スフィンクスを模した雪像を操り襲いかかるなど魔法を使ったさまざまな悪戯を仕掛ける。
氷の妖精
チョーサンが魔界に提出した、メグはスケートが得意ではないとの報告を聞きつけて、メグの部屋にやってきた女性型の小さな妖精。連日、深夜に現れ、メグの部屋の鏡台をスケートリンクに見立てて、メグにフィギュアスケートの特訓を行う。
ベル
声 - 野沢雅子
第49話に登場。植物園で風車を売っている初老の女性だが実は元女王候補の魔女。自分が女王になりたいがために相手の候補生を魔法で醜くするという卑怯な手を使ったために女王の逆鱗に触れ、魔力を全て取り上げられ魔界を追放され、娘のミミとも離れ離れにさせられていた。もう一度魔界へ戻れるようにするために掟を破ってベルに魔法を教えるメグだったが、掟を破ったとして魔界の検察官に焼き殺されてしまう。しかし女王の計らいによってメグは蘇生、ベルはミミと共に人間として暮らすことになった。
ミミ
声 - 杉山佳寿子
第49話に登場。魔界に住むベルの娘。母に会いたい一心で魔界を脱走して人間界へやってくるが、事情を知らなかったメグやノンは検察官にミミを引き渡してしまう。その後女王の計らいで人間の娘となり、親子ともに一緒に暮らせるようになった。
ツユスキー
声 - 八奈見乗児
第61話に登場。魔界の傘職人。女王の命令により、町中の傘を直しに人間界へやってくるが、雨男のため雨が降り続き、町に洪水や崖崩れが発生する。傘の修理が終わるまで町から離れられないのを知ったノンとチョーサンはこれを利用して彼の元へ壊れた傘を大量に集め、雨をさらに長引かせて街を壊滅させようと企む。
ジロン
第69話に登場。不在だった大松先生の代わりに教師になりすまして小百合学園へやってきた魔女。魔界で他の魔女を殺したため、凶悪犯として魔界の刑務所・茨の城に閉じ込められていたが、魔法と雷の力を使って茨の城を脱走した。魔界を困らせるためと称して女王候補のメグとノンを付け狙うが、自身を追ってきた魔界の警備犬・シグマとの激闘の末に敗れ、魔界に連れ戻される。

## 本作の世界観
本作における魔女の出身地である「魔界」は、「不思議な力」の理由づけとしての「魔法」を扱っていたそれまでの魔法少女物とは趣きが異なり、西洋における「魔女」の世界観やイメージを組み込んだ「魔の存在」として描かれ、人間世界と同じ次元に存在しつつ人間の世界とは対照的な世界として描写されている。
女王候補に求められる資質にも魔界の住人ならではの思考形態が必要とされ、「人間世界の道義を理解すること」と同時に「人間を軽蔑する」事など意外に複雑で相反する思考が要求される。このため、最終話では人間の情に傾き過ぎたメグと人間を常に見下して理解しようともしなかったノンは女王から修行のやり直しを命ぜられている。

## スタッフ
- 企画 - 高見義雄
- 製作担当 - 江藤昌治、三沢徹夫
- 音楽 - 渡辺岳夫[注 3]
- NETプロデューサー - 小澤英輔
- 背景 - サンアートスタジオ、マスコット、アートペア、アトリエローク、アップルズ、ムツゴロウ、陶山プロ、現代制作集団、東台背景部
- 撮影 - 池田重好、高梨洋一、相磯嘉雄、菅谷信行、菅谷英夫、寺尾三千代、佐藤隆郎、山田順弘、武井利晴、吉村次郎、清水政夫
- 編集 - 井関保雄、三野純、神原直美
- 録音 - 二宮健治
- 効果 - 協立音響
- 選曲 - 賀川晴雄
- 製作進行 - 遠藤勇二、林由美子、高木昭雄、宮崎美子、四十八願恵子、小島多美子、永丘昭典、寒竹清隆、黒石陽子、川崎登志英、伊藤治子、吉川礼子、安藤まるみ、宮崎静夫、佐藤しげ子、竹沢裕美子
- 記録 - 安藤まるみ
- 美術設定 - 土田勇
- 制作 - 東映、NET

## 主題歌
オープニングテーマ - 「魔女っ子メグちゃん」
作詞 - 千家和也 / 作曲 - 渡辺岳夫 / 編曲 - 松山祐士 / 歌 - 前川陽子
エンディングテーマ - 「ひとりぽっちのメグ」
作詞 - 伊谷亮一郎 / 作曲 - 渡辺岳夫 / 編曲 - 松山祐士 / 歌 - 前川陽子
歌手に前川が起用された理由については、前川陽子#来歴を参照。
エンディングテーマの歌詞は、オープニングテーマのアンサーソングになっている。
当初のエンディング映像は夕暮れ時の映像で、子犬が転がりながらメグの前に現れる場面の前後には木の葉が風で舞っていたが、後に夕暮れ前の映像かつ木の葉を風船に差し替えたものになった。東映アニメーションがYouTubeで配信している本作第1話のエンディング映像は、後期のものに差し替えられている。

## 各話リスト
| 話数 | 放送日        | サブタイトル             | 脚本     | 演出 （コンテ）       | 作画監督   | 美術     |
| ---- | ------------- | ------------------------ | -------- | --------------------- | ---------- | -------- |
| 1    | 1974年 4月1日 | すてきな魔女がやってきた | 山浦弘靖 | 芹川有吾              | 荒木伸吾   | 土田勇   |
| 2    | 4月8日        | あの娘はライバル         | 山浦弘靖 | 岡崎稔                | 端名貴勇   | 伊藤英治 |
| 3    | 4月15日       | 魔女がいっぱい           | 雪室俊一 | 設楽博                | 木暮輝夫   | 土田勇   |
| 4    | 4月22日       | わが家の灯               | 山浦弘靖 | 出﨑哲                | 上村栄司   | 内川文広 |
| 5    | 4月29日       | 愛の魔法使い             | 今村文人 | 鈴木紀男              | 永樹凡人   | 千葉秀雄 |
| 6    | 5月6日        | パパは笑っちゃいられない | 辻真先   | 茂野一清              | 高橋信也   | 伊藤英治 |
| 7    | 5月13日       | わがあこがれのメグ       | 辻真先   | 芹川有吾              | 上村栄司   | 内川文広 |
| 8    | 5月20日       | やつあたりの天才         | 雪室俊一 | 岡崎稔                | 端名貴勇   | 土田勇   |
| 9    | 5月27日       | まごころの歌             | 安藤豊弘 | 大貫信夫              | 永樹凡人   | 千葉秀雄 |
| 10   | 6月3日        | すばらしい気球旅行       | 今村文人 | 宮崎一哉              | 神宮さとし | 伊藤英治 |
| 11   | 6月10日       | 月よりの使者             | 山浦弘靖 | 設楽博                | 木暮輝夫   | 土田勇   |
| 12   | 6月17日       | わんわん騒動             | 辻真先   | 芹川有吾              | 荒木伸吾   | 内川文広 |
| 13   | 6月24日       | 決闘! 魔法屋敷           | 辻真先   | 茂野一清              | 菊地城二   | 伊藤英治 |
| 14   | 7月1日        | 幻の竪琴                 | 今村文人 | 大貫信夫              | 上村栄司   | 千葉秀雄 |
| 15   | 7月8日        | パパの恋人?!             | 山浦弘靖 | 岡崎稔                | 端名貴勇   | 土田勇   |
| 16   | 7月15日       | 大空より愛をこめて       | 松岡清治 | 宮崎一哉              | 神宮さとし | 伊藤英治 |
| 17   | 7月22日       | 二人のメグちゃん         | 山浦弘靖 | 大貫信夫              | 谷沢豊     | 千葉秀雄 |
| 18   | 7月29日       | 古城の愛の物語           | 安藤豊弘 | 設楽博                | 木暮輝夫   | 内川文広 |
| 19   | 8月5日        | さようなら幽霊さん       | 辻真先   | 芹川有吾              | 荒木伸吾   | 土田勇   |
| 20   | 8月12日       | 歩くのよ! ミルちゃん     | 今村文人 | 岡崎稔                | 端名貴勇   | 伊藤英治 |
| 21   | 8月19日       | 元魔女チャックバアさん   | 雪室俊一 | 宮崎一哉              | 神宮さとし | 内川文広 |
| 22   | 8月26日       | 星はいつ海に降るか       | 辻真先   | 坂口尚                | 上村栄司   | 千葉秀雄 |
| 23   | 9月2日        | 恥かきべそかき大作戦     | 辻真先   | 茂野一清              | 谷沢豊     | 千葉秀雄 |
| 24   | 9月9日        | 盗まれたドレス           | 松岡清治 | 大貫信夫              | 上村栄司   | 千葉秀雄 |
| 25   | 9月16日       | 幻の少年                 | 辻真先   | 芹川有吾              | 木暮輝夫   | 伊藤英治 |
| 26   | 9月23日       | 魔法大合戦               | 山浦弘靖 | 岡崎稔                | 端名貴勇   | 内川文広 |
| 27   | 9月30日       | さそり座の呪い           | 山浦弘靖 | 設楽博                | 荒木伸吾   | 土田勇   |
| 28   | 10月7日       | 赤ちゃん騒動             | 山浦弘靖 | 大貫信夫              | 谷沢豊     | 千葉秀雄 |
| 29   | 10月14日      | 天使の涙                 | 山浦弘靖 | 新田義方              | 上村栄司   | 千葉秀雄 |
| 30   | 10月21日      | ふしぎないじめられっ子   | 雪室俊一 | 茂野一清              | 高橋信也   | 伊藤英治 |
| 31   | 10月28日      | 愛の山彦                 | 今村文人 | 岡崎稔                | 端名貴勇   | 内川文広 |
| 32   | 11月4日       | はばたく魔女の影         | 辻真先   | 芹川有吾              | 木暮輝夫   | 土田勇   |
| 33   | 11月11日      | サターンの使者           | 山浦弘靖 | 設楽博                | 荒木伸吾   | 伊藤英治 |
| 34   | 11月18日      | 招かれざる客             | 山浦弘靖 | 新田義方              | 上村栄司   | 千葉秀雄 |
| 35   | 11月25日      | うちの2階の白い馬        | 雪室俊一 | 坂口尚                | 谷沢豊     | 千葉秀雄 |
| 36   | 12月2日       | かえらない人形たち       | 辻真先   | 岡崎稔                | 端名貴勇   | 内川文広 |
| 37   | 12月9日       | おかしな転校生           | 松岡清治 | 茂野一清              | 高橋信也   | 土田勇   |
| 38   | 12月16日      | 遠い国行き 紙ヒコーキ    | 雪室俊一 | 設楽博                | 荒木伸吾   | 伊藤英治 |
| 39   | 12月23日      | サンタの名はアポ         | 辻真先   | 芹川有吾              | 木暮輝夫   | 内川文広 |
| 40   | 1975年 1月6日 | おてんば大レース!        | 山浦弘靖 | 遠藤勇二              | 阿部隆     | 伊藤英治 |
| 41   | 1月13日       | 迷子の白熊くん           | 辻真先   | 坂口尚                | 坂口尚     | 千葉秀雄 |
| 42   | 1月20日       | 友情の雪まつり           | 松岡清治 | 岡崎稔                | 端名貴勇   | 土田勇   |
| 43   | 1月27日       | ひみつの雪見鳥           | 雪室俊一 | 新田義方              | 谷沢豊     | 遠藤重義 |
| 44   | 2月3日        | やってきました反抗期     | 山浦弘靖 | 芹川有吾              | 木暮輝夫   | 内川文広 |
| 45   | 2月10日       | 友情の赤い靴             | 今村文人 | 設楽博                | 荒木伸吾   | 伊藤英治 |
| 46   | 2月17日       | 北風・春風物語           | 今村文人 | 岡崎稔                | 端名貴勇   | 土田勇   |
| 47   | 2月24日       | 春はヨットに乗って       | 松岡清治 | 大貫信夫              | 谷沢豊     | 遠藤重義 |
| 48   | 3月3日        | にんぎょうの詩           | 松岡清治 | 大貫信夫              | 谷沢豊     | 遠藤重義 |
| 49   | 3月10日       | 風車のうた               | 辻真先   | 芹川有吾              | 木暮輝夫   | 内川文広 |
| 50   | 3月17日       | 空飛ぶカバン             | 山浦弘靖 | 岡崎稔                | 端名貴勇   | 伊藤英治 |
| 51   | 3月24日       | タローをよろしく         | 松岡清治 | 新田義方              | 谷沢豊     | 遠藤重義 |
| 52   | 3月31日       | 帰って来たゴンベエ       | 山浦弘靖 | 芹川有吾              | 木暮輝夫   | 土田勇   |
| 53   | 4月7日        | 魔界の落第生             | 山浦弘靖 | 茂野一清              | 森英樹     | 内川文広 |
| 54   | 4月14日       | 迷子の迷子の仔猫ちゃん   | 今村文人 | 岡崎稔                | 端名貴勇   | 伊藤英治 |
| 55   | 4月21日       | 犯人は誰だ?              | 山浦弘靖 | 設楽博                | 荒木伸吾   | 土田勇   |
| 56   | 4月28日       | 白百合の秘密             | 山浦弘靖 | 新田義方              | 神宮さとし | 遠藤重義 |
| 57   | 5月5日        | 大空高く鯉のぼり         | 今村文人 | 山本寛己              | 阿部隆     | 伊藤英治 |
| 58   | 5月12日       | どこへ行ったのゴンベエ   | 山浦弘靖 | 芹川有吾              | 木暮輝夫   | 伊藤英治 |
| 59   | 5月26日       | 雨の中の少女             | 山浦弘靖 | 岡崎稔                | 端名貴勇   | 土田勇   |
| 60   | 6月2日        | 若さま大サーカス         | 雪室俊一 | 新田義方              | 神宮さとし | 千葉秀雄 |
| 61   | 6月16日       | 雨ふりおじさん           | 今村文人 | 設楽博                | 荒木伸吾   | 土田勇   |
| 62   | 6月23日       | ま夜なか発、魔女の国ゆき | 雪室俊一 | 遠藤勇二              | 森英樹     | 伊藤英治 |
| 63   | 7月7日        | 七夕の青い星             | 雪室俊一 | 西沢信孝              | 荒木伸吾   | 伊藤英治 |
| 64   | 7月14日       | カナヅチ騒動             | 山浦弘靖 | 新田義方              | 神宮さとし | 千葉秀雄 |
| 65   | 7月21日       | 夢のチンチン電車         | 今村文人 | 岡崎稔                | 端名貴勇   | 遠藤重義 |
| 66   | 8月4日        | 霧の中の朝刊太郎         | 雪室俊一 | 山本寛己              | 木暮輝夫   | 伊藤英治 |
| 67   | 8月18日       | ギターと少年             | 山浦弘靖 | 新田義方              | 谷沢豊     | 遠藤重義 |
| 68   | 8月25日       | 夏休みのあかんべぇ       | 雪室俊一 | 寒竹清隆 （芹川有吾） | 木暮輝夫   | 伊藤英治 |
| 69   | 9月8日        | 復讐犬シグマ             | 今村文人 | 岡崎稔                | 端名貴勇   | 千葉秀雄 |
| 70   | 9月15日       | 大凧よ海風に舞え         | 松岡清治 | 西沢信孝              | 阿部隆     | 伊藤英治 |
| 71   | 9月22日       | 決戦・大魔法!            | 山浦弘靖 | 岡崎稔                | 端名貴勇   | 伊藤英治 |
| 72   | 9月29日       | さようならメグちゃん     | 山浦弘靖 | 芹川有吾              | 荒木伸吾   | 伊藤英治 |

## 放送局
放送時間の記載が無いものはNETテレビと同時ネット
- NETテレビ（制作局）：月曜 19:00 - 19:30
- 北海道テレビ[3]
- 青森テレビ：月曜 18:00 - 18:30[4]
- テレビ岩手：日曜 11:00 - 11:30（1975年5月まで）→ 日曜 9:00 - 9:30（1975年6月から）[5]
- 秋田放送：月曜 16:55 - 17:20[4]
- 山形放送：月曜 16:30 - 17:00 → 月曜 17:00 - 17:30[6]
- 宮城テレビ[7]
- 福島中央テレビ[8]
- 新潟総合テレビ[9]
- 山梨放送：木曜 17:25 - 17:55[10]
- 静岡放送：金曜 19:00 - 19:30[11]
- 信越放送：木曜 17:15 - 17:45[10]
- 北日本放送：火曜 16:55 - 17:20[12]
- 北陸放送：木曜 17:25 - 17:55[13]
- 福井放送：月曜 - 金曜 17:00 - 17:30[14]
- 名古屋放送
- 毎日放送（51話まで）
  - 朝日放送（52話から）※ 腸捻転解消によるTBS系列とのネットチェンジに伴う変更。
- 山陰放送：水曜 18:00 - 18:30[15]
- テレビ岡山（現・岡山放送）（当時の放送免許エリアは岡山県のみ）[16]
- 瀬戸内海放送（当時の放送免許エリアは香川県のみ）[16]
- 広島ホームテレビ[16]
- テレビ山口：水曜 18:00 - 18:30
- テレビ高知：火曜 16:30 - 17:00[17]
- 九州朝日放送[18]
- 長崎放送：月曜18:00 - 18:30[18]
- 熊本放送：金曜17:30 - 18:00[18]
- テレビ大分[19]
- 宮崎放送：火曜 17:20 - 17:50[20]
- 鹿児島テレビ[20]

## 劇場版
本作は、『東映まんがまつり』内で2作が上映されている。
- 魔女っ子メグちゃん（1974年7月25日上映）
  - 第1話のブローアップ版。
  - 同時上映は『マジンガーZ対暗黒大将軍』・『五人ライダー対キングダーク』・『フィンガー5の大冒険』・『イナズマンF』・『ゲッターロボ』の5本だが、いずれも永井豪作品&石森章太郎（のちの石ノ森章太郎）作品で占められており（『フィンガー5〜』は石森が監督）、『メグちゃん』のみ永井や石森が関わっていない作品からの上映となった。
  - 2011年10月21日発売の『復刻!東映まんがまつり1974夏』に収録されている。

- 魔女っ子メグちゃん 月よりの使者（1975年3月21日上映）
  - 第11話のブローアップ版。
  - 同時上映は『アンデルセン童話 にんぎょ姫』・『グレートマジンガー対ゲッターロボ』・『これがUFOだ!空飛ぶ円盤』・『仮面ライダーアマゾン』・『がんばれ!!ロボコン』の5本。
  - 1967年夏公開の『魔法使いサリー』以来、1968年春の『東映こどもまつり』と同年冬の『東映ちびっ子まつり』時を除いて上映してきた「魔女っ子」アニメは、本作をもって一旦中断[注 4]。1979年7月29日に『花の子ルンルン』が上映されるまで、4年4か月「魔女っ子」アニメは上映されなかった[注 5]。
  - 2011年11月21日発売の『復刻!東映まんがまつり1975春』に収録されている。

## 漫画
- 潮書房
  - 希望の友 1974年5月号 - 1975年 池原成利 - 学園物としての要素に比重を置いた内容になっている。後に小学館からてんとう虫コミックスとして発行されたが、最後の二話分が未収録となっているため、単行本としては未完の状態（1巻の表記があるものの、続巻が刊行されないまま絶版になった）であり、また掲載順が入れ替わっている。2001年にイースト・プレスから完全版として単行本が復刻され、未収録分と池原成利執筆による後述の小学館の学習雑誌掲載分全てが収録された。
- 小学館の学習雑誌
  - 小学一年生 1974年4月号 - 1976年3月号 池原成利
  - 小学二年生 1974年4月号 - 1975年10月号 奥村真理子
  - 小学三年生 1974年4月号 - 1975年3月号 池あや子 1975年4月号 - 1975年10月号 池原成利
  - 小学四年生 1974年4月号 - 1975年3月号 志村みどり 1975年4月号 - 1975年10月号 池あや子
  - 小学五年生 1974年4月号 - 1975年9月号 志村みどり
- 徳間書店
  - テレビランド 1974年4月号 - 11月号 たんじみちお 1974年12月号 - 1975年9月号 島中ジュン

## 関連商品

### レコード
日本コロムビアより発売。

#### EP
魔女っ子メグちゃん / ひとりぽっちのメグ
SCS-225：1974年4月
※「魔女っ子メグちゃん」のカバーバージョン
- 「小さな愛のバラ」や「朝市の町から」で知られる少女歌手のみずまさつきがLP『人気テレビ・マンガ主題歌』（日本フォノグラム / フィリップス、FX-8103）でカバー（1975年）
- 茅原実里のアルバム『HEROINE』に収録（2004年12月22日）
- アンジュルムのトリプルA面シングル『愛さえあればなんにもいらない/ナミダイロノケツイ/魔女っ子メグちゃん』に収録（2017年6月21日）

#### LP
アニメサウンドメモリアル 魔女っ子メグちゃん
COCC-11865/6：1984年11月
OPとEDの間に、代表的なBGMを収録したもの。

### 音楽CD
アルバムCD
ANIMEXより発売
ANIMEX1200 88 アニメサウンドメモリアル 魔女っ子メグちゃん
COCC-72088：2004年9月
LPレコード盤のCD化。廉価版のためジャケットは再現しているがライナーノートはない。
コロムビアミュージックエンタテインメント より発売
OPとEDの主題歌+2曲挿入歌に収録。
魔女っ子大作戦 スペシャル・ソング・コレクション
（1999年1月21日発売 CD1枚・総24曲アルバムに収録） COCX-30267 OPとEDの主題歌に収録。
歌いつがれる少女の夢 東映動画 魔法少女アニメ全集
（1994年8月21日発売 CD2枚アルバムに収録） COCC-11865/6 OPとEDの主題歌+2曲挿入歌に収録。

### 音楽CD（書籍扱い）
毎日コミュニケーションズ（現・マイナビ）より発売。
- 蘇る！東映アニメアンソロジー 03 魔女っ子メグちゃん＆花の子ルンルン 2004年12月発売 ISBN 978-4839916442

### DVD
東芝デジタルフロンティア（現・ショウゲート）より発売。
- DVD-BOX 1 [2002年12月21日発売] B00007B8ZT 第1話から第36話まで
- DVD-BOX 2 [2003年1月24日発売] B00007K4LF 第37話から第72話まで

## 備考
- 1999年に発売されたPlayStation用ソフト『魔女っ子大作戦』では、神崎メグ役の吉田理保子が声優を引退してマネージャ業に専念し、郷ノン役のつかせのりこも1989年に死去していたため、両方代役が立てられている（メグ役は岡本茉利、ノン役は山本百合子）。